# Vídeňská zastávka

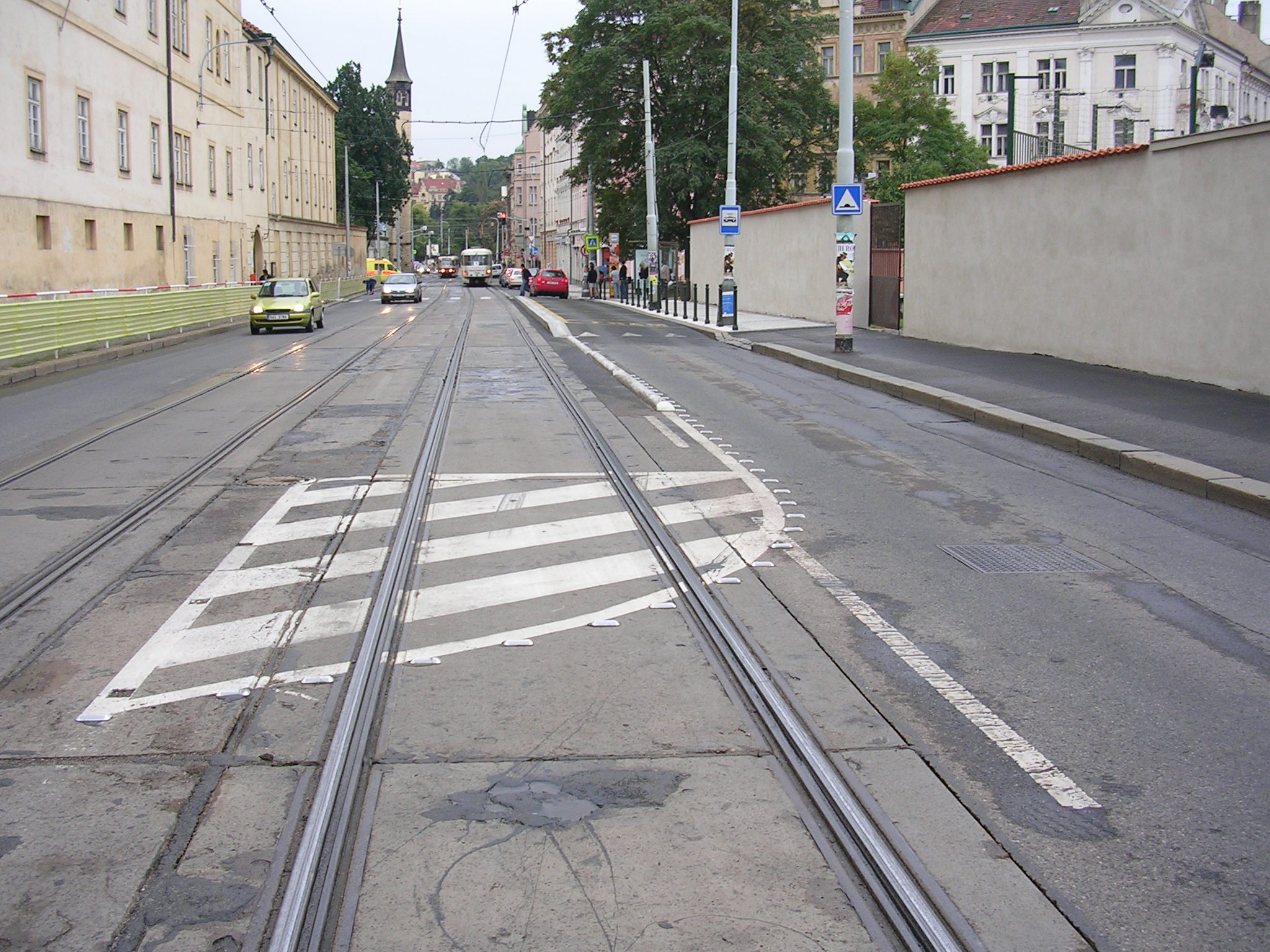
Zastávka Albertov v Praze v ulici Na slupi v úpravě z roku 2007, v pořadí čtvrtá pražská zastávka vídeňského typu.

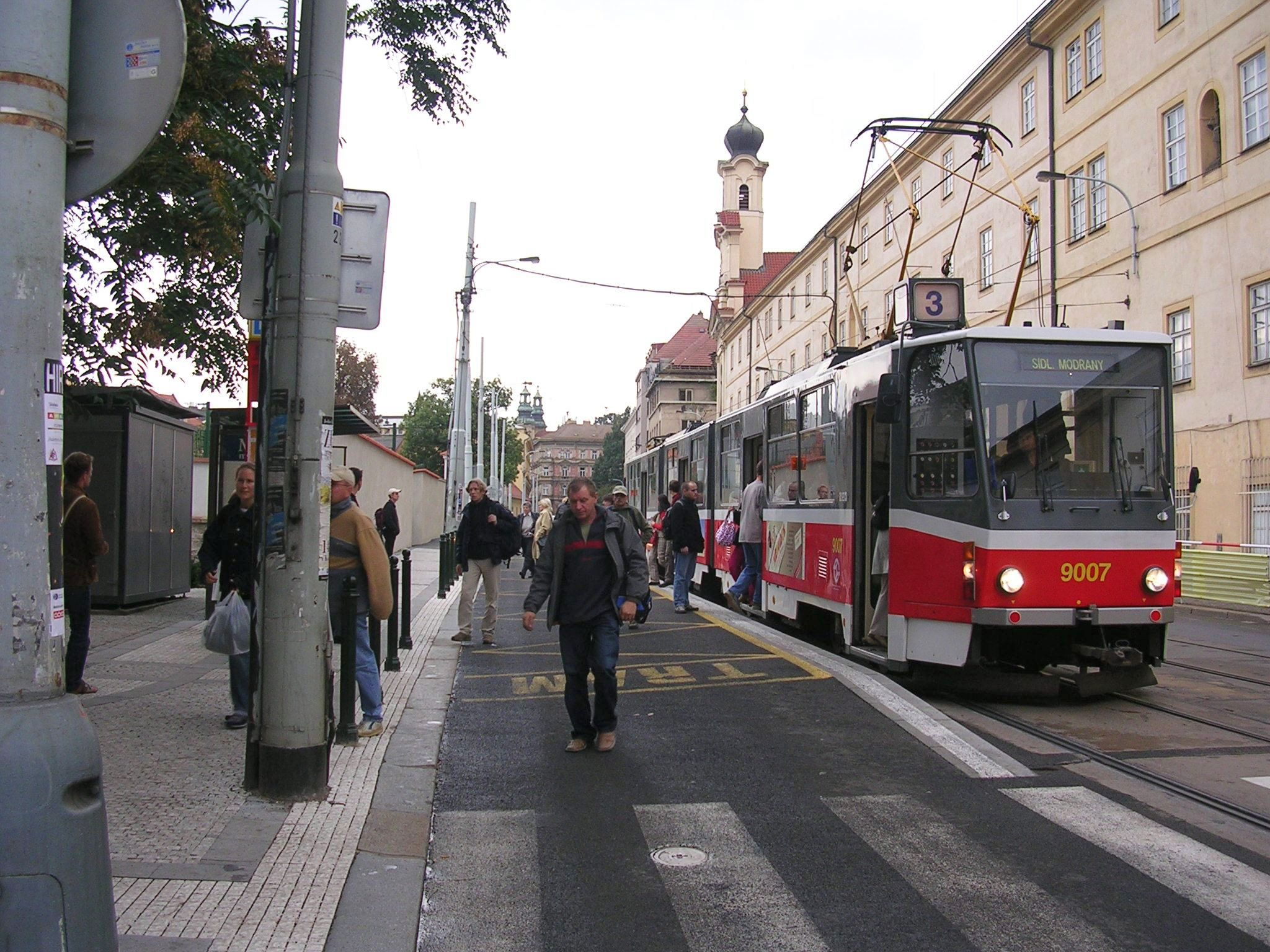
Zastávka Albertov v Praze v ulici Na slupi.

Zastávka vídeňského typu (vídeňská zastávka, zastávka se zvýšenou vozovkou, pojížděný mys) je v Česku používaný název pro typ stavebního uspořádání tramvajové zastávky, v níž nástupiště je tvořeno úsekem vozovky zvýšeným zcela nebo téměř na úroveň chodníku.
Účelem tohoto uspořádání je zvýšení bezpečnosti dopravy a usnadnění nástupu a výstupu. Zvýšení vozovky má podobný účinek jako zpomalovací práh – výrazně upozorňuje řidiče silničních vozidel na přítomnost zastávky. Tento typ nástupiště se používá v Česku u tramvají zejména v místech, kde v minulosti býval nástup přes nezvýšenou vozovku, tedy tam, kde není možné zřídit nástupní ostrůvek nebo nástupiště přímo v rámci tramvajovém pásu.

## Místa realizace
Zastávka se zvýšenou vozovkou byla údajně poprvé zkonstruována a realizována ve Vídni v roce 1992 na Alser Straße / Spitalgasse, zpočátku jako kompromisní řešení se značnými problémy. V roce 1995 bylo takových zastávek ve Vídni již 8, v roce 2000 celkem 32. Souběžně se asi o 100 snížil počet zastávek s nástupem z nezvýšené vozovky a asi o 60 zvýšil počet zastávkových mysů pro tramvajové zastávky. Oficiálně byl v Rakousku tento typ zastávky uznán ve směrnici RVS 2.4 Optimalizace veřejné hromadné dopravy z roku 1999.
V Praze byla jako první zastávka tohoto typu upravena Vodičkova směrem k Lazarské v roce 1996, následovala zastávka Letenské náměstí směrem do centra (1999), Nádraží Vysočany (původní název Vysočanská) směrem z centra (2002) a Albertov ve směru od Botanické zahrady (2007). Městská část Praha 7 si vybudování dalších zastávek vídeňského typu vytkla za cíl v programovém prohlášení pro roky 2002–2006, v této souvislosti byla zmíněna zastávka Ortenovo náměstí směrem k Dělnické, v letech 2001 a 2002 však městská část nedostala na tuto úpravu od města dotaci.

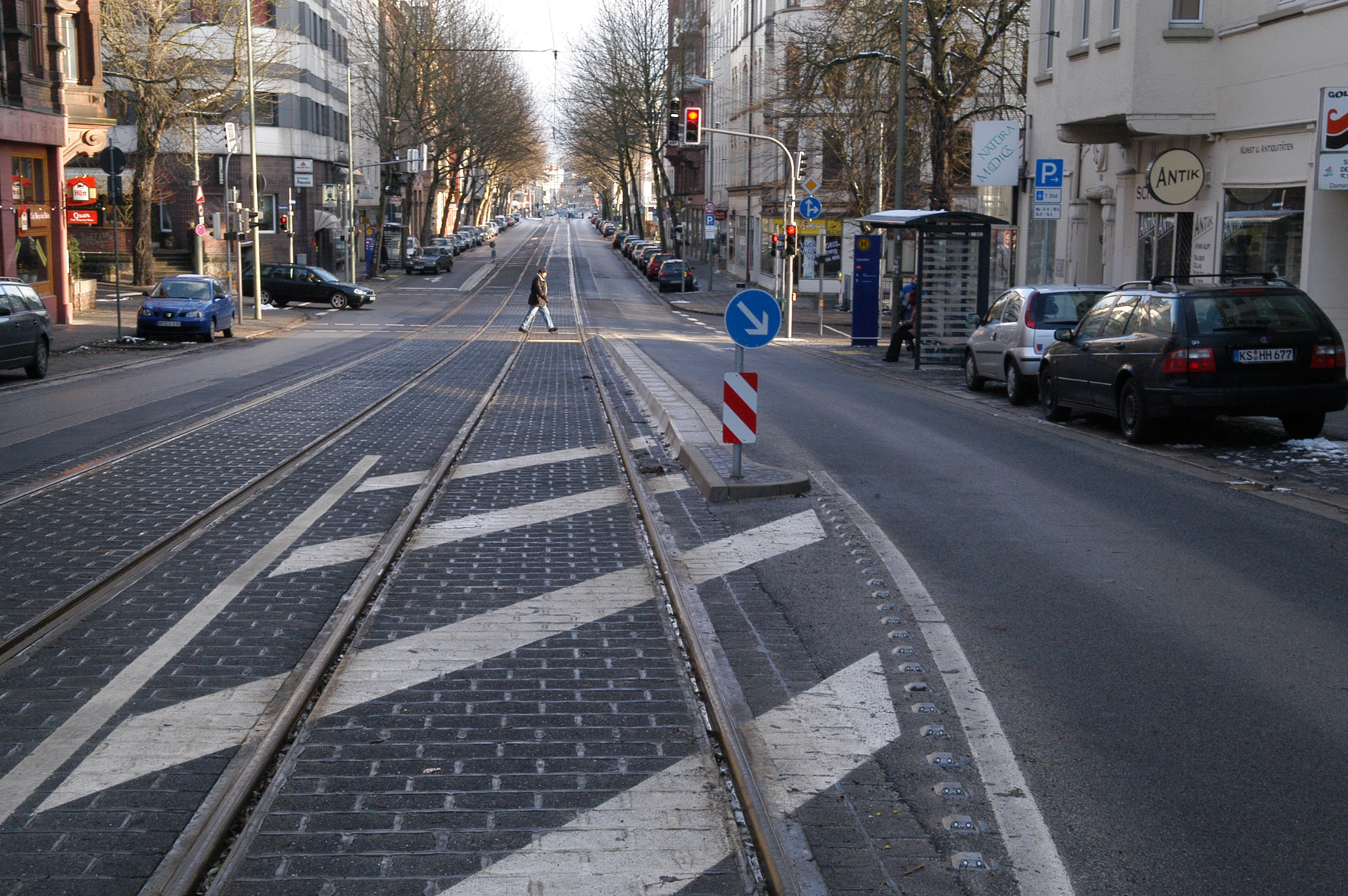
Zastávka Querallee se zvýšenou vozovkou v německém Kasselu. Hrana je oproti Praze zvýrazněna svislým dopravním značením a ochranným ostrůvkem, použit je i tzv. kasselský obrubník, který snižuje riziko poškození kol.

V Brně mají toto provedení zastávka Kořískova a Filkukova v Banskobystrické ulici. Po rekonstrukci dokončené roku 2019 jej dostala i zastávka Všetičkova na ulici Údolní, kde však byl vzápětí vjezd na mys zakázán vodorovným značením (a doprava směrována po kolejích), aby byla v místě dosažena menší šířka vozovky umožňující zřízení přechodu pro chodce bez ochranného ostrůvku mezi jízdními směry.
V Ostravě měla být v roce 2004 do tohoto provedení přebudovaná zastávka Elektra. Nakonec je jedinou ostravskou zastávkou v tomto provedení zastávka Zábřeh ve směru do centra. Takto přebudována byla v roce 2013.
V Olomouci má toto provedení zastávka Výstaviště Flora od roku 2011 a od roku 2022 zastávka U Bystřičky ve směru ke hlavnímu nádraží.

## Technické provedení

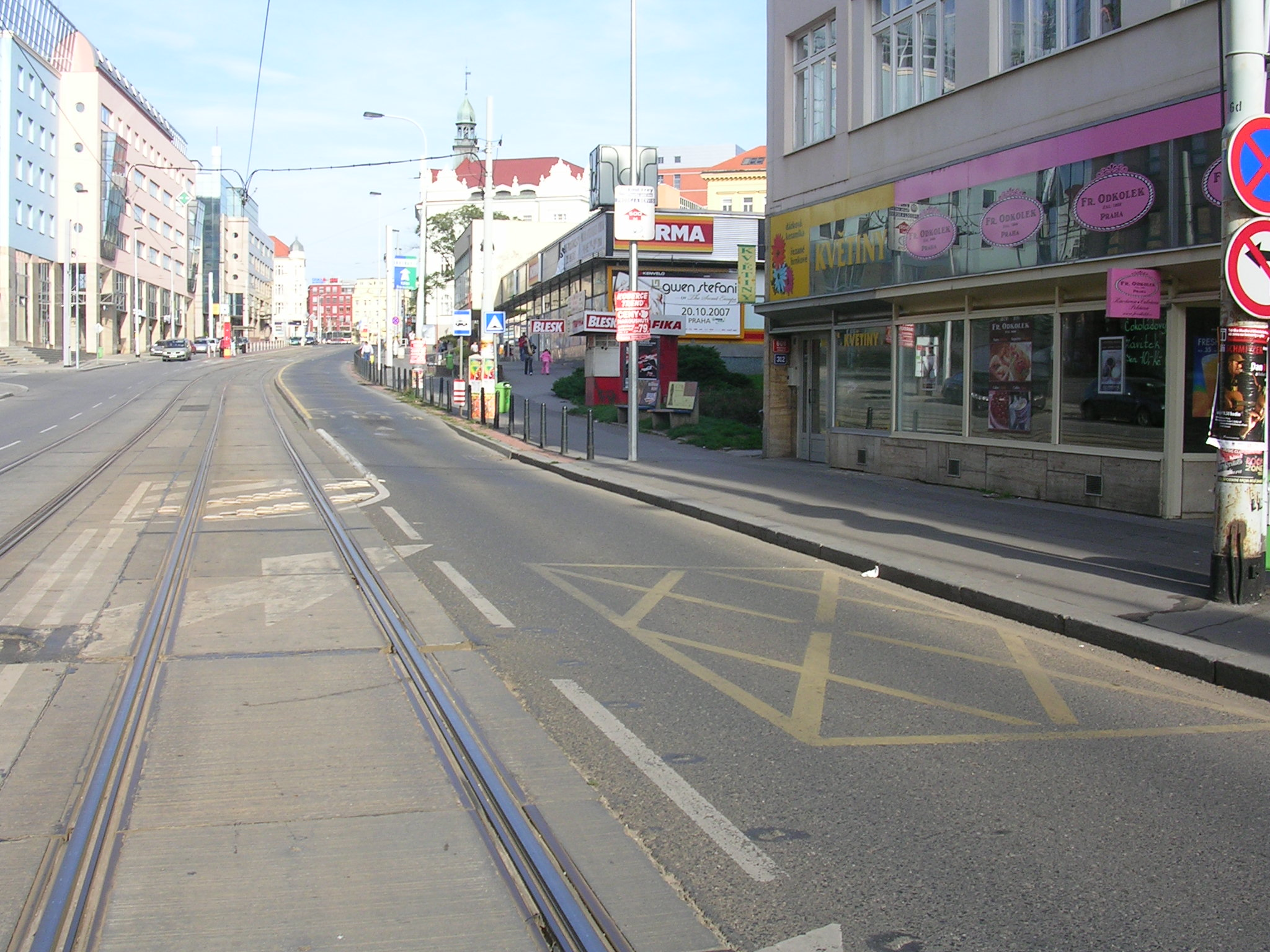
Zastávka Nádraží Vysočany (původně Vysočanská, úprava z roku 2002) v Praze v Sokolovské ulici, po pěti letech provozu.

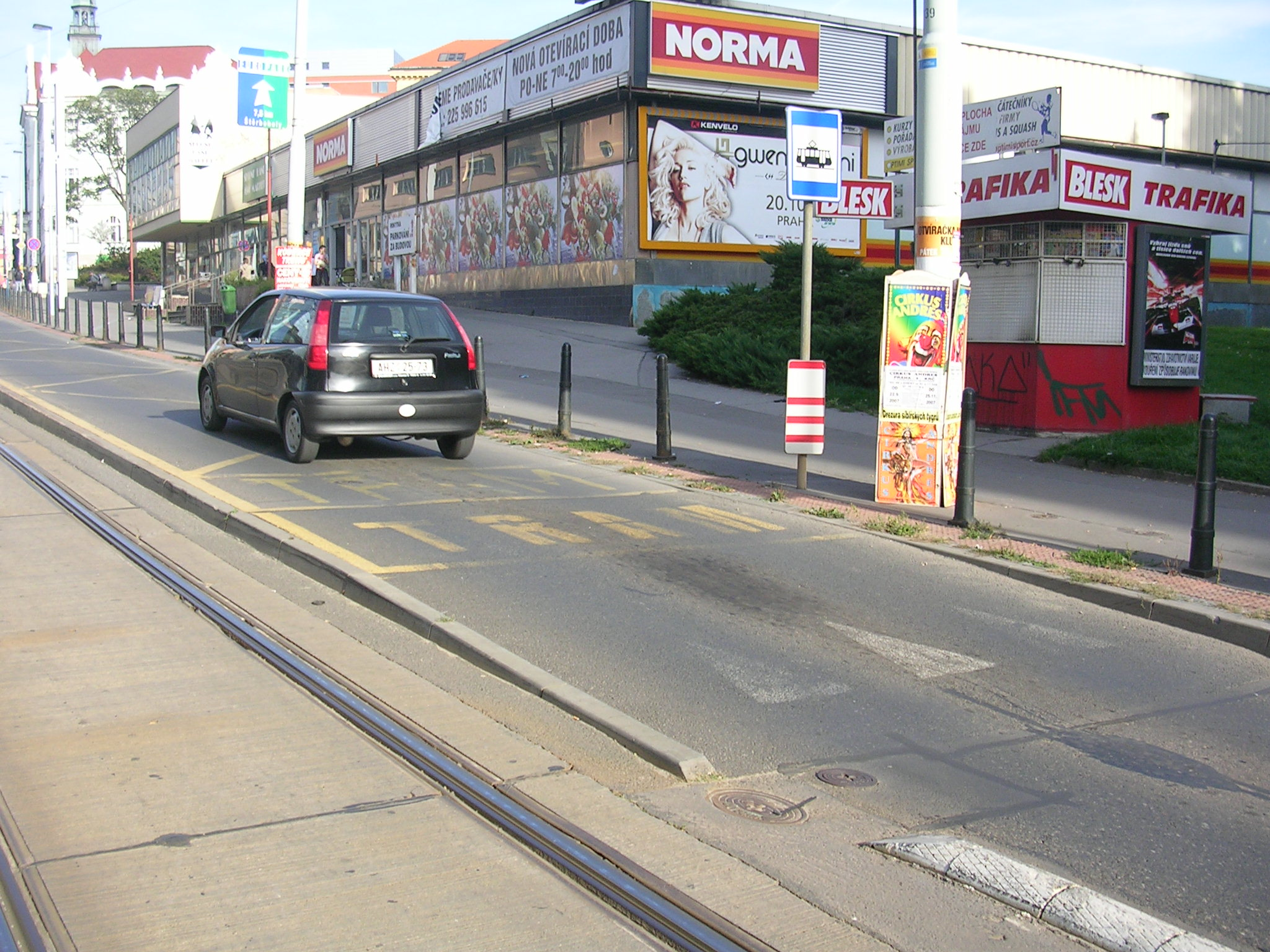
Zastávka Nádraží Vysočany, detail nájezdové rampy.

Aby byl tento typ zastávky funkční, vyžaduje řádné a udržované související dopravní značení. Samozřejmostí je běžné svislé i vodorovné dopravní značení zastávky, obvykle bývá vyznačeno i omezení rychlosti jízdy a svislá dopravní značka upozorňující na nerovnost vozovky (příčný práh).
V Rakousku byly po zkušenostech formulovány tyto standardy:
- Vídeňské zastávky se navrhují zejména v rovných ulicích. V obloucích je třeba pečlivě zvažovat rozhledové poměry.
- Vídeňské zastávky byly dosud realizovány jen s vozovkami o jednom jízdním pruhu. V zastávce Güpferlingstraße v ulici Hernalser Hauptstraße ve Vídni bylo však v roce 1999 použito řešení, kdy po zvýšené vozovce je veden jízdní pruh pro přímý směr a po tramvajové koleji jízdní pruh pro silniční vozidla odbočující vlevo.
- Délka zastávky se navrhuje pouze pro jeden tramvajový vlak (37,5 m, v Praze kolem 35 m).
- V úseku 100 metrů (nejméně 50 metrů) před zastávkou má být sveden silniční provoz z tramvajového pásu pomocí dopravních stínů vyznačených šikmými rovnoběžnými čarami, podélných čar souvislých a podélných (vodicích) prahů umožňujících přejíždění. V Praze se využívá dopravních knoflíků a betonového podélného prahu v délce 20–50 metrů. Svislé oddělovací prvky (např. směrovací desky) se nepoužívají.
- Nájezdové rampy mají délku 3,0 metru. Standardně se používají rampy se sklonem 5 % (1:20). Má-li být posílena zpomalovací funkce prahu, používají se rampy s kombinovaným sklonem: nejprve sklon 8 % na prvním metru rampy, pak sklon 3,5 % na dalších dvou metrech rampy. Rampy jsou na začátku a na konci opticky zvýrazněny dlážděnou obrubou. Rampa je doplněna vodorovným i svislým výstražným dopravním značením. V Česku mívá nájezdový a výjezdový úsek podélný sklon přibližně 1:7. Nájezd na zvýšenou část bývá v Česku označen vodorovnou dopravní značkou V 17 „Trojúhelníky“.
- Obvyklá šířka vozovky v zastávce je 3,70 m, výjimečně je snížena až na 3,00 m. Ve Vídni obvykle bývá ve zvýšené části opticky oddělen úzký nástupní pás bezprostředně u kolejového pásu. V Praze obvykle není na vozovce okraj zvýšené části zvýrazněn, což může zvýšit riziko, že řidič stupeň přehlédne a levými koly ze zvýšené části sjede (spadne). Obvyklý příčný sklon vozovky je 3 %, pás mezi vozovkou a chodníkem obsahuje odvodňovací kanálky.
- Čekací plocha od zvýšené zastávky bývá oddělena řadou vodicích (městských) sloupků, hranice vozovky bývá též odlišena materiálem a barvou povrchu, vodicím pruhem atd. Vzdálenost sloupků od vozovky je v Rakousku 0,30 m, v Česku je pro pevné překážky stanovena vzdálenost 0,50 metru od vozovky. V Rakousku se mezi chodníkem a zvýšenou vozovkou ponechává z orientačních i právních důvodů výškový rozdíl 3 cm, maximálně 5 cm. V Česku se vozovka zpravidla zvyšuje až na úroveň chodníku, což činí situaci méně přehlednou.
- Cyklistická doprava může být vedena po vozovce.

## Hodnocení a souvislosti
V některých případech se tento typ zastávky neosvědčil, protože cestující (chodci) zvýšenou část vozovky používali často jako vyčkávací plochu nástupiště, čímž nutili řidiče silničních vozidel k jízdě po tramvajovém pásu, jako by objížděli zastávkový mys.
Česká pravidla provozu na pozemních komunikacích s tímto typem zastávky nijak specificky nepočítají – chodník ani vozovka v nich nejsou přesně definovány, nicméně zastávka vídeňského typu spadá pod stejnou úpravu jako zastávka s nástupem přes nezvýšenou vozovku. Problémy způsobují řidiči automobilů, kteří v zastávce porušují zákaz zastavení a stání a tím znemožňují průjezd dalším vozidlům.
Pracovní skupina Národní rady zdravotně postižených pro bariéry byla na svém 12. nebo 13. jednání dne 25. ledna nebo 1. března 2005 informována o negativním stanovisku SONS (Sjednocená organizace nevidomých a slabozrakých) k budování tzv. vídeňských zastávek.